# Подлесное (Северо-Казахстанская область)
Подлесное (каз. Подлесное) — село в Тайыншинском районе Северо-Казахстанской области Казахстана. Входит в состав Летовочного сельского округа. Находится примерно в 49 км к западу-юго-западу (WSW) от города Тайынша, административного центра района, на высоте 211 метров над уровнем моря. Код КАТО — 596063700.

## Население
В 1999 году численность населения села составляла 569 человек (278 мужчин и 291 женщина). По данным переписи 2009 года, в селе проживало 363 человека (185 мужчин и 178 женщин).

## История
Село основано в 1936 году для спецпоселенцев из лиц немецкой и польской национальностей, высланных с Волыни.